# Ann Mercken
Ann Mercken (Hasselt, 6 mei 1974) is een Belgische voormalige hordeloopster. Zij werd meervoudig Belgisch kampioene op de 400 m horden en was van 1996 tot 2021 nationale recordhoudster in deze discipline.

## Belgische kampioenschappen
| onderdeel      | jaar                                     |
| -------------- | ---------------------------------------- |
| 100 m horden   | 1996                                     |
| 400 m horden   | 1995, 1996, 1998, 1999, 2000, 2001, 2002 |
| 200 m (indoor) | 1999                                     |

## Persoonlijke records
| Onderdeel    | Prestatie       | Datum            | Plaats   |
| ------------ | --------------- | ---------------- | -------- |
| 100 m horden | 13,56 s         | 11 augustus 1996 | Oordegem |
| 400 m horden | 54,95 s (ex-NR) | 29 juli 1996     | Atlanta  |
| 400 m        | 53,55 s         | 23 augustus 1996 | Brussel  |

## Palmares

### 400 m horden
- 1996: 6e ½ fin. OS in Atlanta - 54,95 s (NR)
- 1998: 6e ½ fin. EK in Boedapest - 57.39 s
- 1999: 8ste Universiade - 56,05 s
- 1999: 5e reeks WK in Sevilla - 55,84 s
- 2001: 5e Universiade - 56,42 s
- 2002: 4e ½ fin. EK in München - 57,02 s

## Onderscheidingen
- 1996: Gouden Spike